# U 413 (Kriegsmarine)
De U 413 was U-boot van de Duitse Kriegsmarine van type VIIC tijdens de Tweede Wereldoorlog. Hij stond onder bevel van Oberleutnant Dietrich Sachse. 

## Ondergang
De U 413 werd tot zinken gebracht op 20 augustus 1944, in Het Kanaal, ten zuiden van Brighton, in positie 50° 12′ 0″ NB, 0° 1′ 0″ WL door dieptebommen van de Britse escorte-torpedobootjager HMS Wensleydale en de torpedobootjagers HMS Forester en HMS Vidette. Hierbij vielen 45 doden, waaronder hun commandant Dietrich Sachse. Eén overlevende kon zich nog redden door overboord te springen.

## Commandanten
- 3 juni 1942 - 19 april 1944: Kptlt. Gustav Poel (Ridderkruis)
- 20 april 1944 - 20 augustus 1944: Oblt. Dietrich Sachse (+)